# Nemesia enix
Espèce
Nemesia enix est une espèce d'araignées mygalomorphes de la famille des Nemesiidae.

## Répartition
Cette espèce est endémique d'Andalousie en Espagne,. Elle se rencontre vers Alhama de Almería.

## Description
Le mâle holotype mesure 8,94 mm et la femelle paratype 13,66 mm, les mâles mesurent de 8,04 à 9,40 mm et les femelles de 11,66 à 13,98 mm.

## Systématique et taxinomie
Cette espèce a été décrite par Calvo en 2025.

## Étymologie
Son nom d'espèce lui a été donné en référence au lieu de sa découverte, Enix.

## Publication originale
- Calvo, 2025 : «  Nemesia enix n. sp.; descripción de una nueva especie de Nemesia (Aranae; Mygalomorphae, Nemesiidae) de la Península Ibérica. » Revista Ibérica de Aracnología, no 46, p. 85-93.